# Adèle Ferrand
Pour les articles homonymes, voir Ferrand.
Pour les autres membres de la famille, voir Famille Le Coat de Kerveguen.
Julie Adèle Ferrand, dite Adèle Ferrand, est une peintre et une dessinatrice française née le 20 octobre 1817 à Nancy et morte le 1er avril 1848 à Saint-Pierre de l'île Bourbon,, dans le sud-ouest de l'océan Indien.

## Biographie
Elle devient très jeune un maître de l'école romantique avant de s'installer dans la colonie alors appelée Bourbon pour suivre son mari, Denis François Le Coat de Kerveguen, demi-frère du richissime Gabriel Le Coat de Kerveguen.
Elle meurt à l'âge de 30 ans, terrassée par la fièvre typhoïde.

## Postérité
Ses tableaux et dessins sont conservés au Musée Léon-Dierx et consultables en ligne sur le site web de l'Iconothèque historique de l'océan Indien.
La ville de Saint-Paul de La Réunion lui a rendu hommage en baptisant un établissement scolaire école primaire publique Adèle Ferrand

## Œuvres

Œuvres d'Adèle Ferrand
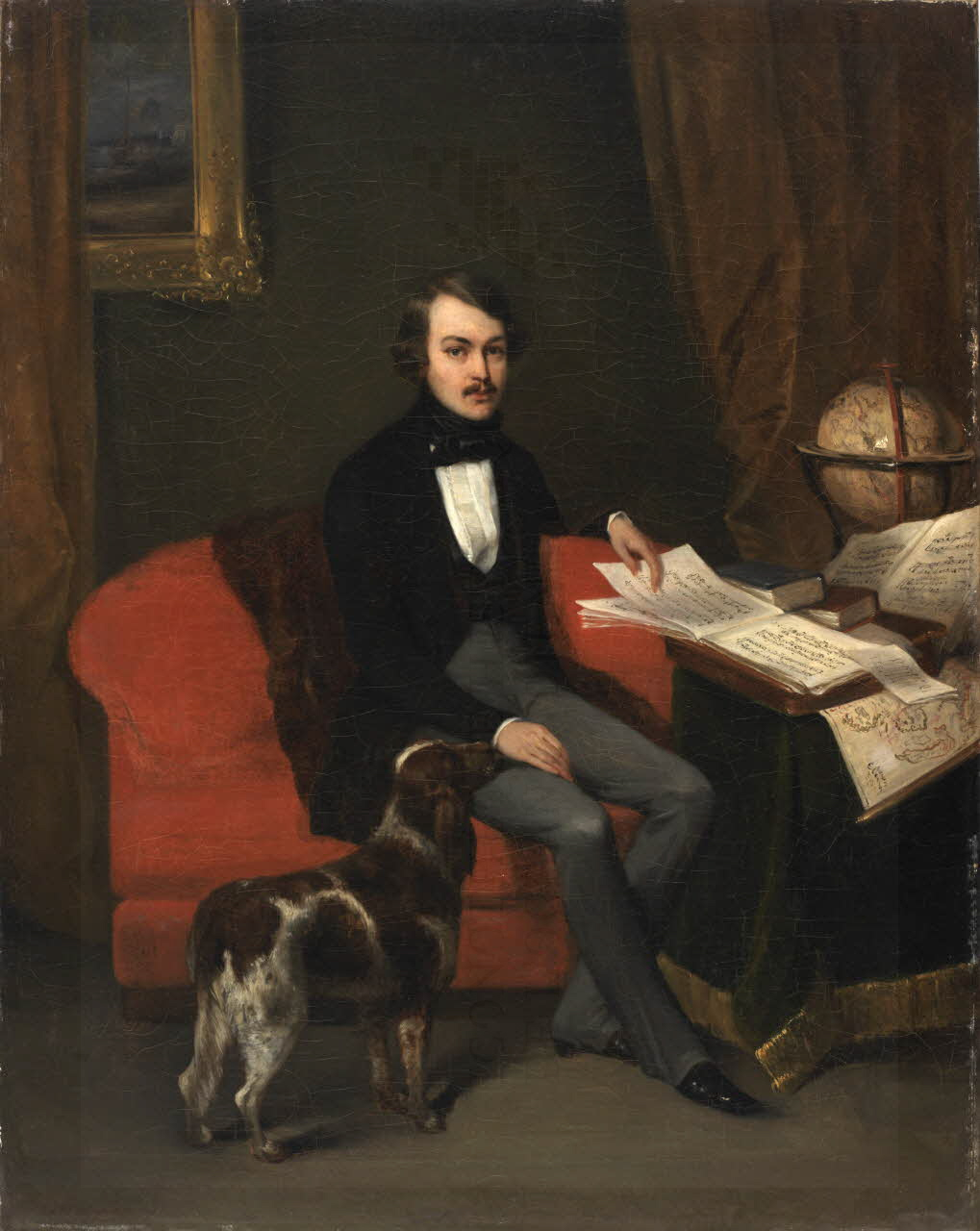
Portrait de Denis François Le Coat de Kerveguen, époux de l'artiste, avec son chien Cato, 1846, musée Léon-Dierx
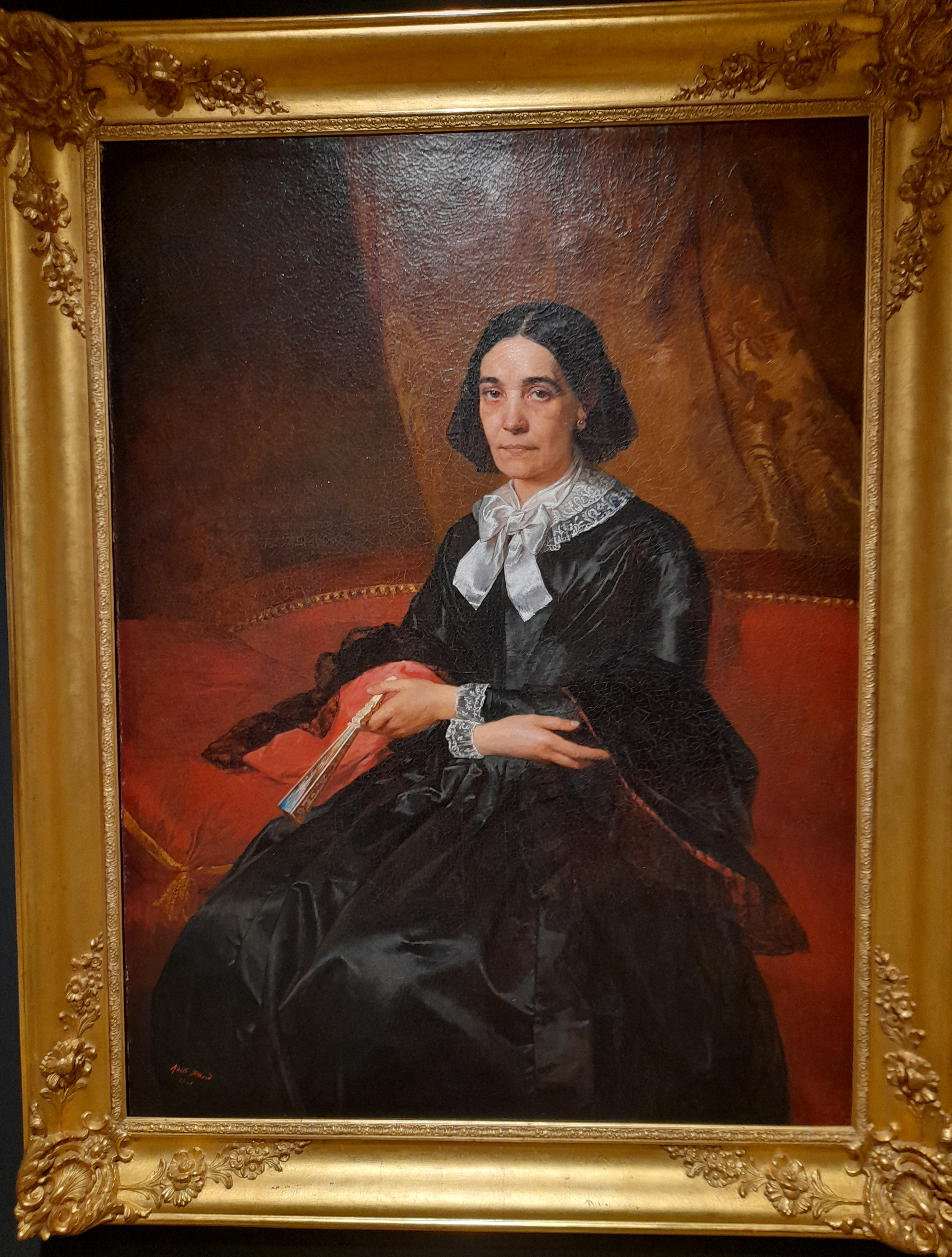
Portrait présumé de Geneviève Hortense Le Coat de Kervéguen, née Lenormand, belle-mère de l'artiste, 1848, musée Léon-Dierx
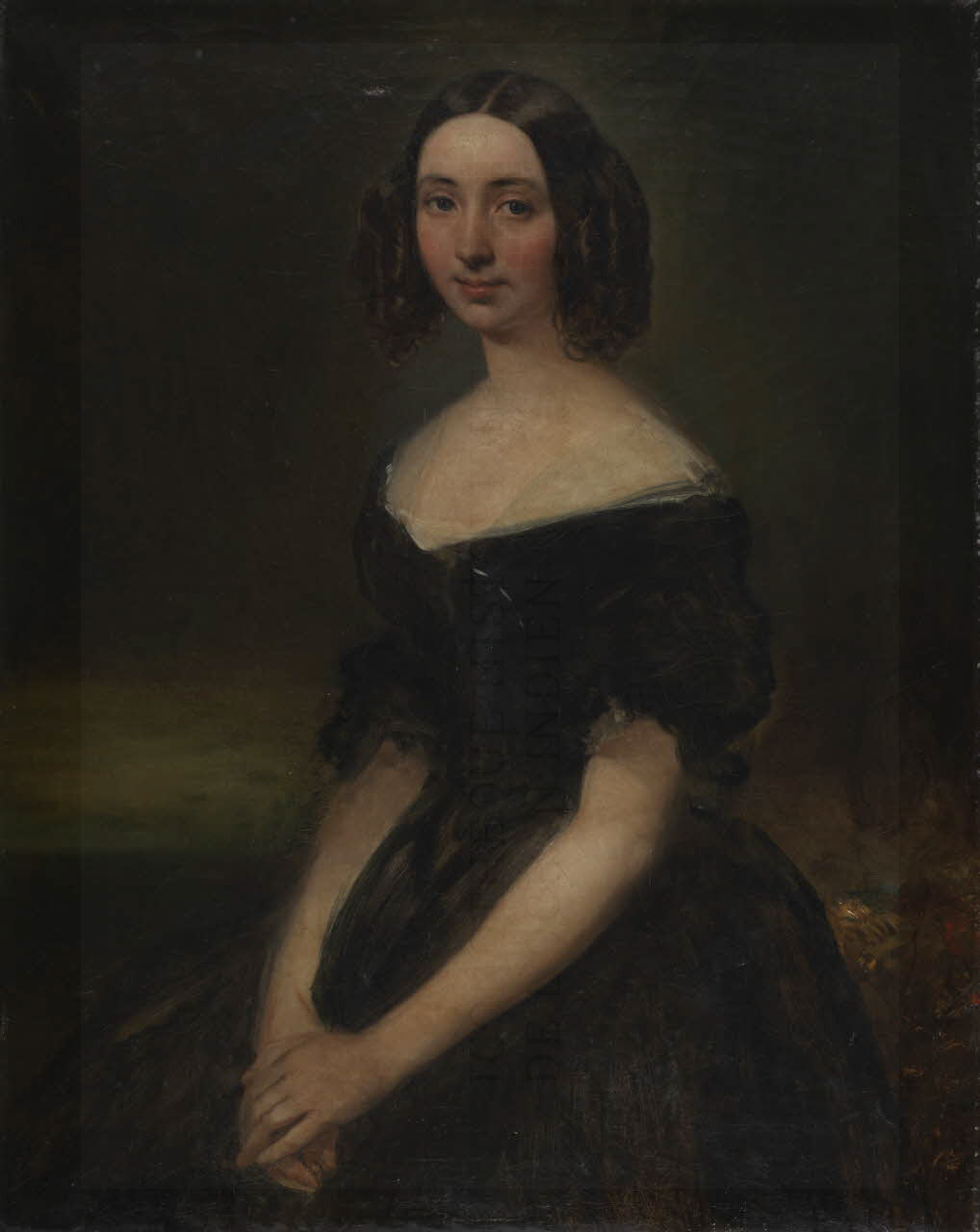
Autoportrait, non daté, musée Léon-Dierx

## Pour approfondir